# Eveles Chimala
Eveles Chimala é uma parteira, que trabalha na maternidade do Hospital Bwaila, em Lilongwe, capital do Malawi.

## Formação
Em 2015, aluna da Faculdade Kamazu de Enfermagem (KCN), ela participou de uma iniciativa para financiar equipamentos médicos na Maternidade Gogo Chatinkha, no Hospital Queen Elizabeth, na cidade de Blantire, na Região Sul do Malawi.
Ela está pesquisando por que os marcos do partograma (acompanhamento da maternidade, de acordo com a Organização Mundial da Saúde) não são usados em seu hospital, em um país onde as mulheres têm 450 vezes mais chances de morrer durante o parto do que na Grécia ou na Finlândia.
Como parte de sua pesquisa, ela é co-autora de um artigo publicado no International Journal of Gynecology & Obstetrics, intitulado “Melhoria e retenção de conhecimentos e habilidades em obstetrícia de emergência e cuidados neonatais em um programa de orientação hospitalar em Lilongwe, Malawi”.

## Reconhecimento
Em 2015, ela apareceu na lista das 100 Mulheres mais inspiradoras da BBC.